# Das Neue Radio Seefunk
Das Neue Radio Seefunk (jusqu'en septembre 2018 Radio Seefunk RSF) est une radio privée régionale de Bade-Wurtemberg.
Das Neue Radio Seefunk diffuse dans les régions du lac de Constance, du Haut-Rhin et de la Haute-Souabe.

## Programme
Le programme musical comprend actuellement principalement des succès des années 1980, mélangés à des chansons des années 1970, 1990 et 2000. Le travail éditorial se concentre sur l’information locale.

## Histoire
La radio est fondée en 1987 sous le nom de Seefunk Radio Bodensee. La radiodiffusion a lieu le 1er septembre 1987 à la fréquence 101,8 MHz, avec une puissance de sortie de 100 watts à Constance. L'émetteur est un émetteur de ville pour la ville universitaire de Constance. Au fil du temps, des fréquences supplémentaires s'ajoutent dans le sud du Bade-Wurtemberg. Le programme fondateur a pour public cible « tous de 8 à 88 ans ». Par la suite, non seulement à Constance, il apparaît clairement qu’il faut une définition claire du groupe cible et, par conséquent, un discours. Pour diverses raisons liées au marché, on choisit le groupe cible des plus de 30 ans. Cela s'accompagne d'un changement de nom de programme en Seefunk Radio – Der Oldiesender. Enfin, le nom du programme est renommé Radio Seefunk et le format de musique modifié à nouveau, de sorte que l'exploitation du groupe cible augmente fortement. Au début du mois de septembre 2018, la station prend le nom de Das Neue Radio Seefunk.

## Diffusion
| Lac de Constance et Haute-Souabe : - Constance – 101,8 MHz (10 kW) - Isny – 103,9 MHz (10 kW) - Friedrichshafen – 99,3 MHz (5 kW) - Sigmaringen – 104,2 MHz (1 kW) - Pfullendorf – 100,1 MHz (1 kW) - Überlingen – 96,4 MHz (1 kW) - Ravensbourg – 102,6 MHz (0,3 kW) - Singen – 105,3 MHz (0,5 kW) | Haut-Rhin : - Rheinfelden – 103,1 MHz (5 kW) - Wannenberg/Klettgau – 107,0 MHz (5 kW) - Laufenburg – 102,4 MHz (0,2 kW) - Lörrach – 104,3 MHz (0,1 kW) - Waldshut-Tiengen – 105,4 MHz (0,1 kW) - Schopfheim – 101,9 MHz (0,1 kW) |

### Source de la traduction
- (de) Cet article est partiellement ou en totalité issu de l’article de Wikipédia en allemand intitulé « Das Neue Radio Seefunk » (voir la liste des auteurs).